# Idesbalde Snoy d'Oppuers
Pour les articles homonymes, voir Snoy.
Idesbalde Snoy d'Oppuers, né à Malines le 27 octobre 1777 et mort à Paris le 2 mars 1840, est un homme politique belge.

## Biographie
Idesbalde Snoy d'Oppuers est le fils de Philippe Snoy d'Oppuers, bourgmestre de Malines, et de Marie-Alexandre van der Gracht. Marié à Joséphine Cornet de Grez, il est le père de Charles Snoy, ainsi que le grand-père des barons Georges Snoy et Thierry Snoy et d'Oppuers.

## Fonctions et mandats
- Chambellan de Guillaume Ier des Pays-Bas : 1826-1830
- Membre du Sénat belge : 1831-1840

## Sources
- Jean-Luc DE PAEPE & Christiane RAINDORF-GERARD, Le Parlement belge, 1831-1894. Données biographiques, Brussel, 1996.
- Oscar COOMANS DE BRACHÈNE, État présent de la noblesse belge, Annuaire 1998, Brussel, 1998.